# Miroslava (gmina)
Miroslava – gmina w Rumunii, w okręgu Jassy. Obejmuje miejscowości Balciu, Brătuleni, Ciurbești, Cornești, Dancaș, Găureni, Horpaz, Miroslava, Proselnici, Uriceni, Valea Adâncă, Valea Ursului i Vorovești. W 2011 roku liczyła 11 958 mieszkańców.